# DJ Tron
DJ Tron (pravim imenom Jeffrey Besler) bio je američki producent i DJ. Bio je jedan od pionira američke hardcore scene.
Svoju djelatnost je započeo 1991. DJ Tron je stalno putovao po Sjedinjenim Američkim Državama i Kanadi osam godina, nastupajući na hardcore zabavama i distributirajući mixtapeove. Miješajući svoje elemente hardcore punka i deformiranog techna, Tron je prelazio više u maničnu stranu plesne glazbe što je ishodilo dijelom neke kontroverze i podzemnih obožavatelja. Osim vlastitih produkcija, on je napravio neke revolucionarne mixeve gdje su stariji dark industrial, acid techno, hardcore/gabber, noisecore i speedcore bili miksani zajedno u novim stilovima. Često je hvaljen od strane obožavatelja, kao i od strane njegove rodbine i prijatelja.
4. srpnja 2008. u 1:30, DJ Tron je iznenadno preminuo u svome studiju dok se pripremao za tada sutrašnji nastup na događaju "Sacrifice" u Los Angelesu, a smrt mu je utvrđena u bolnici u 2:15. Kružile su mnoge priče kako se je Jeff predozirao, no mrtvozornik je potvrdio kako Jeff nije preminuo od predoziranja ili počinio samoubojstvo.

## Vanjske poveznice
- DJ Tron - Last.fm
- DJ Tron - diskografija